# Птолемей (цар Коммагени)
Птолемей I (*Պտողեմեոս, д/н —130 до н. е.) — цар Коммагени у 163—130 роках до н. е.

## Життєпис
Походив з вірменсько-перської династії Єрванідів. Один з синів Єрванда IV, царя Великої Вірменії. У 201 році до н. е. стає царем Коммагени. Але невдовзі вимушений був зректися титулу, натомість отримав від сирійського царя Антіоха III посаду епістата Коммагени. Завдяки цьому дорівнювався сатрапу.
Протягом майже 40 років перебував на посаді, зміцнюючи владу над Коммагеною. Водночас вірно служив царям держави Селевкідів. Останні поступово послаблювалися внаслідок внутрішнього протистояння та війн з Парфією.
У 163 році до н. е., скориставшись тривалою війною в Юдею, яку вів Антіох V Евпатор, посилившимся тиском з боку Риму і Парфії на Сирію, Птолемей оголосив про свою незалежність. Наступні роки минули в протистоянні з Селевкідами. При цьому Птолемей спирався на союз з Мітрідатом I, царем Парфії. Водночас відбувалися конфлікти з Каппадокійським царством, але без суттєвого успіху для Коммагени.
На деякий час вимушений був укласти союз з Деметрієм I Селевкідом, але невдовзі підтримав Александра Баласа, за правління якого загроза Коммагені з боку Сирії зникла. Водночас цар Птолемей налагодив союзні стосунки з Великою Вірменією.
Птолемей помер у 130 році до н. е. Трон успадкував його син Самес II.